# Virtus Vérone
 (février 2024).
Si vous disposez d'ouvrages ou d'articles de référence ou si vous connaissez des sites web de qualité traitant du thème abordé ici, merci de compléter l'article en donnant les références utiles à sa vérifiabilité et en les liant à la section « Notes et références ».
Actualités
La Virtus Vérone, aussi connu sous le nom original de Virtus Verona, est un club de football italien basé et fondé à Vérone en 1921 sous le nom initial de Unione Sportiva Virtus Borgo Venezia. L'équipe première, qui évolue en Serie C, est entraînée par Luigi Fresco (en).
La Virtus Vérone établit son terrain de jeu à domicile au Centre sportif Mario Gavagnin-Sinibaldo Nocini (it), un stade qui offre environ 1 500 places pour accueillir ses supporters. Luigi Fresco (en) joue un rôle crucial au sein du club, puisqu'il est non seulement l'entraîneur mais aussi le président du Virtus Vérone.

## Histoire
En 1921, à sa fondation, le club répond au nom de Unione Sportiva Virtus Borgo Venezia. Il devient un pilier notable du football à Vérone, se positionnant comme le troisième club le plus important de la ville, après le Chievo Vérone et le Hellas Vérone. Cette institution sportive bénéficie d'une distinction particulière au sein du football italien, grâce à la figure emblématique de Luigi Fresco (en). Occupant simultanément les rôles de président et d'entraîneur de l'équipe première depuis 1982, Fresco succède à Sinibaldo Nocini, autre figure marquante de la présidence du club, qui y a œuvré pendant deux décennies. Son nom est d'ailleurs présent dans le nom de leur stade. Cette longévité et cette double casquette sont des faits peu communs dans le football professionnel italien, soulignant l'engagement et la passion qui animent les dirigeants du Virtus Vérone.
Le club se singularise aussi par le fait qu'il est le seul au sein du football professionnel italien à intégrer une équipe de réserve dans les ligues amateurs régionales, témoignant d'une volonté de développer le football à tous les niveaux et de fournir une plateforme pour le talent naissant au sein de la région.
L'histoire récente de Virtus Vérone est marquée par des moments clés de promotion et de professionnalisation. À la conclusion de la saison 2012-2013, le club accède au statut professionnel pour la première fois, couronné par une victoire dans le tournoi national des séries éliminatoires après s'être classé quatrième dans le Girone C de la Serie D (en). Cette ascension a marqué un tournant dans l'histoire du club, ouvrant la voie à de nouvelles opportunités et défis au sein du football italien.
Après quelques années, et plus précisément à la fin de la saison 2017-2018, le Virtus Vérone a de nouveau franchi le seuil du professionnalisme, rejoignant les rangs de la Serie C, le troisième niveau du système de ligue de football en Italie. Cette montée a non seulement consolidé la position du club dans le paysage footballistique national mais a aussi réaffirmé son ambition et sa capacité à évoluer et à se développer dans un environnement compétitif.

## Identité du club
Les couleurs emblématiques du club sont le rouge et le bleu, qui se présentent sous la forme de rayures verticales, suivant une tradition bien établie.
Quant à l'emblème traditionnel du club, il représente un ancile (un bouclier romain) rouge, encadré par un contour blanc extérieur conçu pour encercler le nom du club, qui est parfois affiché dans une version abrégée.

En 2014, le club opte pour une modernisation de son insigne, adoptant un nouveau design sous forme d'écusson. Dans cette nouvelle version, le nom du club, Associazione Virtus Verona, a été réorganisé pour une meilleure simplicité : « Associazione » et « Verona » sont inscrits directement sur le corps de l'ancile, tandis que « Virtus », mis en évidence en rouge, se trouve sur une bande blanche courbée, elle-même placée au centre d'un bouclier. Cette évolution symbolise non seulement l'adaptation du club aux temps modernes mais conserve également les éléments historiques qui définissent son identité.

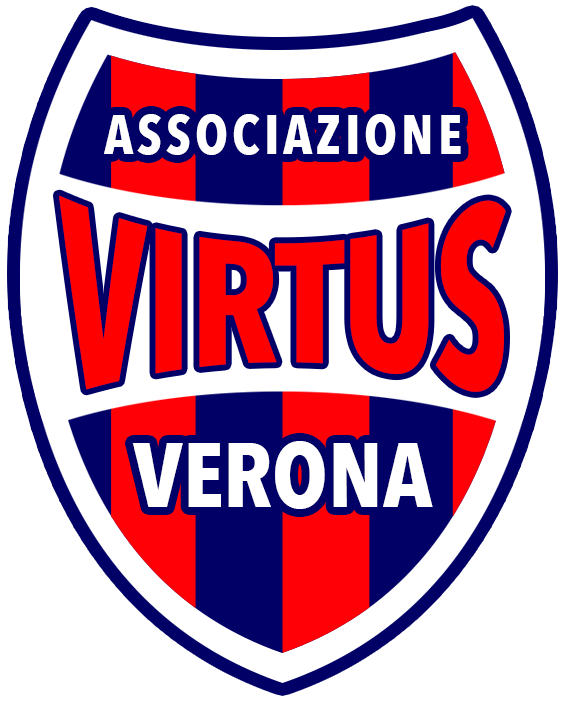
Logo de 2014 à 2022.
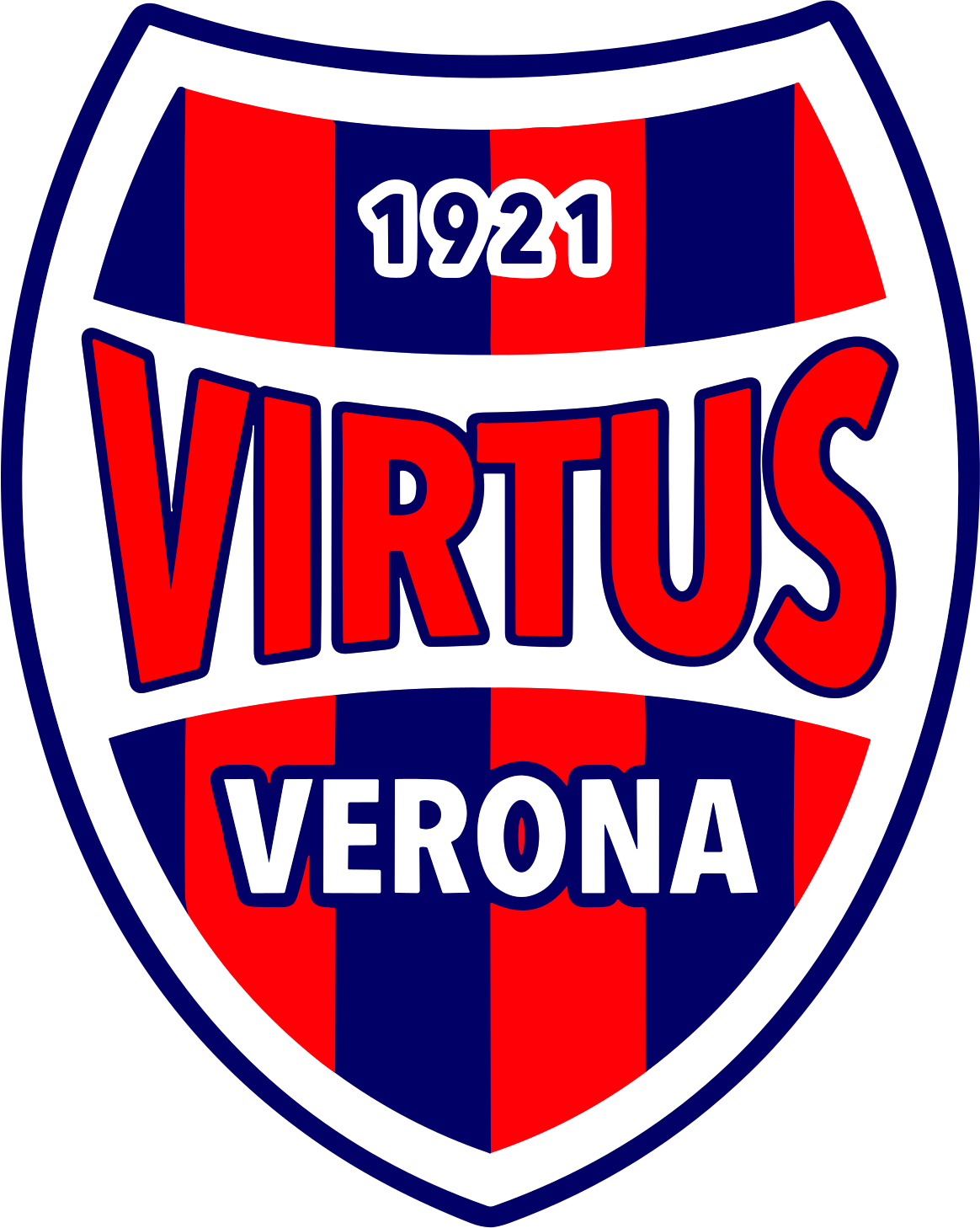
Logo depuis 2022.

## Supporters
Les supporters du Virtus Vérone se distinguent par leurs convictions antifascistes et leurs orientations politiques de gauche radicale. En 2006, le groupe de supporters Virtus Fans voit le jour, avant de se diviser en 2015, donnant naissance à deux nouvelles factions : Virtus Verona Rude Firm 1921 et les Lost Boys. Parmi ces groupes, Virtus Verona Rude Firm 1921 est particulièrement actif dans le tissage de liens d'amitié avec d'autres groupes de supporters antifascistes à travers le monde, incluant des équipes telles que l'US Livourne 1915, le Cosenza Calcio, le Wrexham AFC, l'Olympique de Marseille, le FC St. Pauli et le RSV Göttingen 05. Cette dimension internationale souligne l'engagement profond du club et de ses supporters envers des valeurs de solidarité et de lutte contre le fascisme dans le sport.